# One Chun
One Chun Cafe & Restaurant (en tailandés: ร้านวันจันทร์, lit. 'Lunes') es un restaurante ubicado en Phuket, Tailandia. Inaugurado alrededor de 2010, el restaurante está ubicado en el casco antiguo de Phuket, en un edificio sino-portugués del siglo XIX. Es propiedad de Napapat «Prang» Chessadawan, un entusiasta de las antigüedades, que amuebló el restaurante con objetos de la década de 1950. Las paredes de One Chun están decoradas con aparatos de televisión en blanco y negro, radios de transistores y relojes antiguos.
El One Chun sirve marisco y curry y ofrece cocina china de Peranakan y de Phuket. Los platos de marisco que el restaurante ha servido anteriormente incluyen curry de cangrejo, camarones fritos, curry de pez rey picado y kaeng som, mientras que sus platos de carne incluyen un estofado de panza de cerdo, cerdo rojo asado y paleta de cerdo espolvoreada con sal. Los platos del restaurante están inspirados en recetas de la abuela y la tía del fundador. Los restaurantes hermanos de One Chun son Raya y Chomchan, que sirven menús similares. One Chun recibió el premio Bib Gourmand de la Guía Michelin, que se otorga a los restaurantes considerados de «buena calidad» y «buena relación calidad-precio».

## Historia
One Chun se inauguró alrededor de 2010. Está ubicado en el casco antiguo de Phuket en 48/1 Thep Krasatti Road, Talat Yai, Mueang Phuket, Phuket. One Chun es propiedad de Napapat «Prang» Chessadawan. La Guía Michelin otorgó al restaurante el premio Bib Gourmand, que se otorga a los «restaurantes de buena calidad y buena relación calidad-precio».

## Decoración y ambiente
One Chun ocupa una tienda sino-portuguesa construida en el siglo XIX. Las contraventanas están teñidas de verde y el suelo de baldosas tiene un diseño estampado. El propietario del restaurante, Napapat «Prang» Chessadawan, disfruta de las reliquias y el arte y es diseñador de moda. El One Chun, que cuenta con muebles de los años 50 y muebles antiguos, tiene un ambiente retro. La Guía Michelin señaló que Chessadawan decoró una pared del restaurante con aparatos de televisión en blanco y negro, radios de transistores y relojes antiguos. Al notar que los clientes del establecimiento comían alimentos elaborados con las recetas de su abuela, quiso que admiraran la decoración que honraba a su abuela. La Guía Michelin dijo que el lugar tiene «un distintivo aire vintage», mientras que el Manager Daily dijo que la decoración del restaurante era llamativa. Belinda Jackson de The Sydney Morning Herald escribió en 2015 que las «estrellas tailandesas» comen en One Chun.

## Platos
One Chun ofrece cocina china de Peranakan y de Phuket y ofrece marisco y curry. Para preparar los platos principales se utilizan recetas familiares transmitidas a la tercera generación por la abuela y la tía del fundador. Isabella Noble de Lonely Planet en 2019 elogió al restaurante por sus mariscos, citando su curry de cangrejo hecho con leche de coco. One Chun en 2021 sirvió Nam Prik Goong Siab, un plato principal picante hecho con pasta de camarones y que contiene camarones secos fritos, lo que le da un «crujiente sabroso». El plato incluía verduras para aliviar el sabor picante, que según Kasidit Srivilai, de la Guía Michelin, «equilibra el sabor salado y ácido de la mezcla». Dos platos de carne que se sirven a principios de la década de 2020 son el Mu Hong, un guiso de panza de cerdo elaborado a baja temperatura y condimentado con especias, pimienta y ajo, y el cerdo rojo asado.
En 2021, One Chun sirvió Gaeng Som Pla Mong, un curry de pez picado que tiene un sabor ácido y picante. Otro plato ácido y picante que se sirvió ese año fue el kaeng som, una comida reconfortante del sur de Tailandia, que suele incluir camarones o pescado. En 2023, One Chun sirvió el plato con pla mong, un pez gato que vive casi exclusivamente en el mar de Andamán. Otro plato de mariscos, que se servirá en 2021, es el Gung Makham, en el que los camarones se fríen y se bañan en salsa de tamarindo. One Chun sirvió los camarones rellenándolos con piñas. Un plato recomendado por la Guía Michelin alrededor de 2019 es mu kua kluea, paleta de cerdo espolvoreada con sal y frita. La guía de 2023 recomendó un segundo plato, carne de cangrejo y fideos de arroz remojados en curry amarillo y leche de coco. Lisa Gries de Lifestyle Asia en 2021 encontró que el curry de One Chun era muy picante. Señaló que el granizado, los cafés y los pasteles del restaurante podrían hacer que el picante fuera más manejable. El escritor de Time Out Shanghai, Nutsuda Edens, elogió en 2023 el Bai Liang Phad Khai del restaurante, un plato salteado que contiene hojas de melinjo y camarones secos. El plato es dulce y salado. A Edens le gustó la interpretación de One Chun debido a cómo se cocinaron las hojas y los camarones grandes.

## Restaurantes hermanos
One Chun tiene dos restaurantes hermanos: Raya y Chomchan. Los tres restaurantes están en Phuket. Primero se fundó Raya, luego One Chun y finalmente Chomchan. One Chun fue creado por la sobrina de Madame Rose, quien fundó y es propietaria de Raya, que Kendall Hill de The Weekend Australian llamó «el restaurante más famoso de Phuket». Si bien One Chun tiene un ambiente más moderno, los menús de los dos restaurantes son muy parecidos. Los dos sirven curry de cangrejo que contiene leche de coco. Dado que One Chun tiene precios más bajos en comparación con Raya, tiene numerosos clientes tailandeses. One Chun es frecuentado por clientes más jóvenes, mientras que Raya es más popular entre la generación mayor. Chomchan, el restaurante hermano más joven, ofrece varios de los mismos platos que Raya y One Chun.